# David Galván

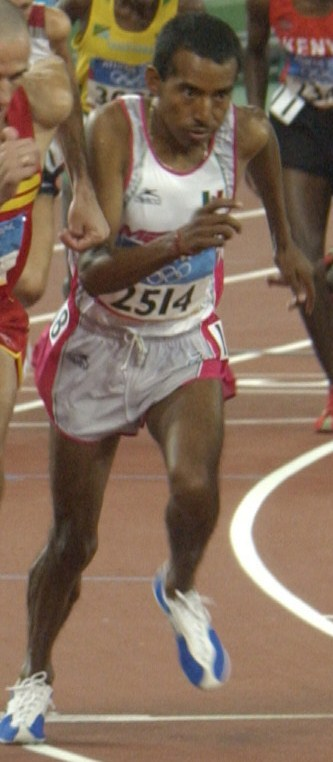
David Galván bei den Olympischen Spielen 2004

David Galván (José David Galván Martínez; * 6. April 1973 in Cuatro Ciénegas) ist ein ehemaliger mexikanischer Langstreckenläufer.
1999 siegte er bei den Panamerikanischen Spielen in Winnipeg über 5000 Meter und gewann Silber über 10.000 Meter. Bei den Weltmeisterschaften in Sevilla schied er über 5000 Meter im Vorlauf aus.
Bei den Olympischen Spielen 2000 in Sydney kam er über 10.000 Meter auf den 13. Platz.
Bei den Halbmarathon-Weltmeisterschaften erreichte er 2000 in Veracruz und 2001 in Bristol nicht das Ziel. Beim Monterrey-Halbmarathon 2001 wurde er Fünfter.
2002 gewann er bei den Iberoamerikanischen Meisterschaften über 3000 Meter und bei den Zentralamerika- und Karibikspielen über 5000 Meter Bronze. Beim Weltcup in Madrid wurde er Zweiter.
Im Jahr darauf holte er bei den Panamerikanischen Spielen 2003 in Winnipeg Silber über 5000 Meter und wurde bei den Weltmeisterschaften in Paris/Saint-Denis Elfter über 10.000 Meter.
Bei den Olympischen Spielen 2004 in Athen lief er über 10.000 Meter auf Rang 21 ein.
2006 kam er bei den Crosslauf-Weltmeisterschaften in Fukuoka auf der Kurzstrecke und der Langstrecke jeweils auf den 41. Platz. Bei den Zentralamerika- und Karibikspielen siegte er über 10.000 Meter.
2007 triumphierte er bei den Panamerikanischen Spielen in Rio de Janeiro über 10.000 Meter und wurde Vierter über 5000 Meter.
Bei den Olympischen Spielen 2008 in Peking gab er über 10.000 Meter auf.
Er ist mit der Langstreckenläuferin Nora Leticia Rocha verheiratet.

## Persönliche Bestzeiten
- 1500 m: 3:39,21 min, 3. Juni 2001, Burnaby
- 1 Meile: 3:59,04 min, 18. April 1999, Walnut
- 3000 m: 7:42,19 min, 1. September 2000, Berlin
- 5000 m: 13:12,18 min, 13. April 2007,	Walnut
- 10.000 m: 27:33,96 min, 29. April 2007, Palo Alto
- Halbmarathon: 1:03:00 h, 1. April 2001, Monterrey